# Liphyra major
Liphyra major är en fjärilsart som beskrevs av Rothschild 1898. Liphyra major ingår i släktet Liphyra och familjen juvelvingar. Inga underarter finns listade i Catalogue of Life.